# Cel mai bun dușman al meu
Cel mai bun dușman al meu (în italiană Il mio miglior nemico) este un film italian de comedie din 2006 regizat de Carlo Verdone.

## Rezumat
Achille De Bellis este un manager prosper al unui mare lanț hotelier, proprietate a familiei soției sale Gigliola de generații întregi.
În timp ce Gigliola este ocupată cu pregătirile pentru petrecerea de aniversare a 25 de ani de la căsătorie, Achille concediază pe Annarita, camerista de hotel cu depresie cronică cauzată furtul unui laptop scump. Fiul Annaritei, Orfeo, un chelner de 24 de ani stresat de crizele depresive ale mamei sale și de situația lor economică nefericită, îl imploră în zadar pe Achille. 
Decepționat și indignat de indiferența lui Achille față de situația lui, tânărul chelner decide să-l ruineze pe Achille, îl urmărește într-un loc retras din afara orașului și îl fotografiază pe Achille cu tânăra și atrăgătoarea sa cumnată Ramona. Orfeo îi persecută pe cei doi îndrăgostiți prin intimidare și mici acte de vandalism, până când îl amenință deschis pe Achille că îi va dezvălui aventura sa. Între timp, în urma unui accident rutier, Orfeo o întâlnește pe Cecilia, de care se îndrăgostește rapid. Orfeo, neștiind că Cecilia este fiica lui Achille, dă peste cap petrecerea aniversară a lui Achille și a Gigliolei, distribuind fotografii compromițătoare cu Achille și Ramona.
Cecilia, zguduită și dezgustată de ipocrizia tatălui său și de gestul lui Orfeo, părăsește petrecerea și dispare. După ce mama lui Orfeo mărturisește că este într-adevăr vinovată de furtul laptopului, Orfeo și Achille decid să își unească forțele și pornesc în căutarea Ceciliei.
După o serie de certuri, cei doi se despart, Achille urmând o pistă spre Istanbul, Orfeo spre Elveția. Orfeo o găsește pe fată lucrând ca ospătăriță la Geneva, la Grand Cafè Istanbul, unde se impacă. Pentru a-l mulțumi pe Achille, cei doi călătoresc în Turcia, pentru a-l face pe Achille să creadă că bănuiala lui a fost fondată.
Povestea se încheie cu o fotografie tandră a tatălui și fiicei, făcută de Orfeo, care vede noua și adevărata sa familie.

## Distrbuție
- Carlo Verdone - Achille De Bellis
- Silvio Muccino - Orfeo Rinalduzzi
- Ana Caterina Morariu - Cecilia De Bellis
- Agnese Nano - Gigliola Duranti
- Paolo Triestino - Guglielmo Duranti
- Corinne Jiga - Ramona
- Sara Bertelà - Annarita Rinalduzzi
- Leonardo Petrillo - Riccardo
- Marco Guadagno - mecanicul